# Sandor Clegane
Sandor Clegane, detto Il Mastino, è un personaggio della saga letteraria di genere fantasy medievale Cronache del ghiaccio e del fuoco, creata dallo scrittore statunitense George R. R. Martin e appare sin dal primo romanzo, Il gioco del trono.

## Aspetto fisico e personalità
Sandor è un uomo molto alto e possente, da molti considerato uno dei più massicci e forzuti di Westeros, dal volto sfregiato per un'ustione sul lato destro che ne ha amputato orecchio e capelli.
Sandor è un uomo dal carattere disincantato, rude e schietto nell'esprimere le sue opinioni sul mondo e le persone. A causa del traumatico avvenimento durante l'infanzia che gli ha rovinato per sempre il volto, ha il terrore ancestrale del fuoco. Nonostante l'indole scostante e brutale, è capace di provare affetto e misericordia, come dimostrato durante il torneo ne Il trono di spade quando ferma il fratello Gregor sul punto di uccidere ser Loras Tyrell, o quando protegge Sansa dalle angherie di Joffrey.

## Biografia del personaggio
Sandor è il secondogenito di Casa Clegane ed è soprannominato "il Mastino" (The Hound) sia per l'assoluta devozione nei confronti dei suoi lord protettori, i Lannister, sia per lo stemma di famiglia, che rappresenta tre cani su fondo giallo. È solito indossare un'armatura priva di orpelli con un elmo a forma di testa di cane ringhiante. È un uomo cinico e disincantato che disprezza le convenzioni sociali e i titoli nobiliari, e in particolare quello di cavaliere, secondo lui troppo spesso dato a persone che non lo meritano. Nutre una profonda rabbia verso tutto e tutti, che dimostra con atteggiamenti di scherno, aggressività e vera e propria crudeltà.
Ha un rapporto ambivalente con Sansa Stark, verso cui mostra un atteggiamento aggressivo, ma che arriva a prendere a cuore dandole insegnamenti di vita duri ma utili. 

### Passato
L'infanzia del Mastino è tragicamente segnata dall'incidente che gli provoca l'ustione al viso. Riguardo all'evento esistono varie versioni: il padre parla di un incendio divampato improvvisamente nel suo letto mentre la maggior parte delle persone pensa che l'ustione gli sia stata provocata in battaglia o durante un qualche assedio. È lo stesso Sandor, tuttavia, a confessare ubriaco a Sansa Stark come siano andati realmente i fatti: all'età di sette anni suo fratello Gregor lo sorprese con un suo giocattolo, un cavaliere di legno, senza avergli dato il permesso di prenderlo. Sebbene Gregor non giocasse più perché più grande e  ormai scudiero, senza dire una parola, sollevò Sandor e gli mise la faccia in un braciere tenendovela finché tre uomini riuscirono a fermarlo. Da quel momento Sandor sviluppa una terribile pirofobia.
Uccide il primo uomo a dodici anni e il giorno stesso in cui il fratello maggiore eredita i titoli e le terre del defunto padre abbandona il castello di famiglia e si mette al servizio dei Lannister, di cui già il padre era alfiere.

### Il gioco del trono
Sandor, ventisettenne, è guardia del corpo del principe Joffrey Baratheon e fa parte del seguito che accompagna re Robert a Grande Inverno. Durante il viaggio di ritorno, nei pressi dell'Incollatura, dopo l'incidente occorso tra Joffrey e il meta-lupo di Arya Stark, Nymeria, su ordine probabilmente della regina Cersei Lannister uccide Mycah, il figlio del macellaio e amico della piccola Stark, ingiustamente accusato di aver assalito il principe ereditario.
Ad Approdo del Re partecipa al torneo in onore del Primo Cavaliere e durante il primo giorno di scontri ottiene diverse vittorie. Nello scontro tra ser Loras Tyrell e il fratello maggiore di Sandor, ser Gregor Clegane, il Mastino interviene in aiuto del primo dopo che la Montagna tenta di uccidere il Cavaliere di fiori dopo essere stato da lui sconfitto. Il torneo dovrebbe quindi prevedere un ultimo scontro tra Sandor e il Cavaliere di fiori, ma quest'ultimo si dichiara sconfitto e cede la vittoria del torneo, e i 20.000 pezzi d'oro, proprio al Mastino come segno di riconoscenza per avergli salvato la vita.
Quando Eddard Stark tenta di prendere in custodia Cersei e i suoi figli illegittimi con l'aiuto delle Cappe Dorate (ignorando il fatto che Janos Slynt è sempre stato al servizio del pericoloso Ditocorto e stava complottando un tradimento), Sandor Clegane partecipa al massacro delle ultime guardie rimaste a servizio di Eddard e dei precedenti alleati.
Dopo che ser Barristan Selmy viene allontanato dalla Guardia Reale, Clegane viene scelto per prendere il suo posto. Egli accetta, ma rifiuta di essere nominato cavaliere. Spesso gli viene assegnato il compito di controllare Sansa Stark. Non sopporta le angherie del suo principe Joffrey, spesso difendendo Sansa dalle ingiustizie e dagli attacchi d'ira del principe, stando attento a non farsi notare, ed è l'unico della Guardia Reale al quale non è mai stato ordinato di picchiarla. Al contrario, tratta Sansa con una relativa gentilezza e cerca di risparmiarle il sadismo di Joffrey.

### Lo scontro dei re
Sandor è presente al torneo per il tredicesimo compleanno di re Joffrey come sua guardia del corpo. Guarda ai partecipanti con superiorità, chiamandoli “cimici”, sostenendo che per lui competere con loro sarebbe solo una perdita di tempo, e che perfino Joffrey avrebbe potuto battere ognuno di loro. 
Quando ser Dontos disonora se stesso girando ubriaco e vestito in maniera inappropriata, Sansa lo salva dalla collera di Joffrey, inventando una storia secondo la quale porta sfortuna uccidere un uomo il giorno del proprio compleanno. Joffrey, incurante, suggerisce che Sansa dovrebbe essere annegata nel vino insieme a ser Dontos, ma il Mastino va in aiuto della ragazza, rafforzando il suo consiglio dicendo a Joffrey: “Ciò che un uomo semina nel giorno del suo compleanno, raccoglierà per tutto l'anno a venire”.
Al ritorno dal Parco degli Dei, dopo il suo primo incontro segreto con ser Dontos, Sansa si imbatte in un Sandor ubriaco che sbuca barcollando da una porta nascosta sulla scalinata a spirale. La afferra rudemente e le chiede dove è stata. Sandor non crede alla menzogna che lei gli racconta, ossia di aver pregato tutto il tempo per suo padre e per il re, ma le regge il gioco quando ser Boros Blount fa la stessa domanda.
Durante la rivolta di Approdo del Re, Sandor va nuovamente in aiuto di Sansa, quando la ragazza viene quasi tirata giù dal suo cavallo da una folla inferocita. La furia selvaggia di Sandor e il combattimento con le spade allontanano la folla da Sansa, terrorizzata, salvandola dallo stupro e da un possibile assassinio.
Sandor combatte eroicamente e in prima linea durante la Battaglia delle Acque Nere ma, nel bel mezzo del conflitto, diserta, rifiutandosi di obbedire all'ordine di Tyrion Lannister di tornare sul campo di battaglia ricoperto dalle fiamme. Prima di fuggire aspetta Sansa Stark nelle sue stanze e, ubriaco, le offre una via di fuga dalla sua prigionia, chiedendole di tornare al nord insieme, ma, rifiutato, si accontenta di costringerla a cantare per lui. La scena si conclude lasciando intuire che probabilmente Sandor abbia baciato Sansa.

### Tempesta di spade
Durante i suoi vagabondaggi, Sandor viene arrestato nelle Terre dei Fiumi dalla Fratellanza Senza Vessilli, che ha in custodia Arya Stark. La Fratellanza processa Sandor per una serie di atrocità commesse dai soldati dei Lannister, ma nessun crimine può essergli attribuito direttamente, finché Arya non testimonia contro di lui per l'omicidio di Mycah. In mancanza di prove sufficienti per stabilire una condanna, il leader della Fratellanza Beric Dondarrion stabilisce che Sandor lo affronti in un processo per singolar tenzone. Sandor è costretto, ubriaco, ad affrontare un nemico armato di spada infuocata, ma riesce a sconfiggerlo ugualmente.
La Fratellanza lo priva della maggior parte di ciò che trova in suo possesso, incluso quanto rimane delle monete frutto della sua vittoria al Torneo del Primo Cavaliere, e lo lascia libero, anche se gli viene concesso di tenere le sue armi, l'armatura e il suo cavallo da guerra. Quando molti della Fratellanza stabiliscono che Sandor debba essere ucciso comunque, lord Beric lo libera, giustificando come volontà divina. Mentre se ne sta andando, Clegane decide di tornare indietro per reclamare il suo oro con la forza, e in quell'occasione incappa in Arya, proprio mentre la ragazza cercava di fuggire e Sandor la rapisce, deciso a recarsi alle Torri Gemelle per chiedere un riscatto a Robb Stark in cambio della liberazione della sorella, ma i due arrivano proprio mentre si sta compiendo il massacro delle Nozze Rosse, e riescono ad allontanarsi.
Clegane continua a tenere in ostaggio Arya, nella speranza di trovare un altro parente al quale possa chiedere un riscatto. Con Delta delle Acque assediata dai Lannister e Nido dell'Aquila inespugnabile, la prospettiva di un riscatto svanisce, tuttavia il Mastino continua a tenere la ragazza con sé e i due passano un po' di tempo vivendo in dure condizioni e spostandosi di villaggio in villaggio. Arya ogni notte continua a fare il nome del Mastino tra quelli di coloro che desidera uccidere.
Cercando rifugio alla Locanda dell'Incrocio, entrano in conflitto con due uomini di Gregor Clegane e con il loro Signore. Quando i due gruppi cominciano a discutere animatamente, Sandor uccide Polliver e trattiene Messer Sottile, ma viene ferito gravemente durante il combattimento, essendo indebolito dalla fame e dall'ubriachezza. Anche se i due escono vincitori dallo scontro, e anche se Arya fascia le ferite di Sandor, queste si infettano rapidamente; continuando a serbare rancore per lui, Arya non lo reputa degno della misericordia di una morte rapida e abbandona Sandor a morire sotto un albero nei pressi del Tridente.

### Il banchetto dei corvi
Sandor viene menzionato numerose volte in questo romanzo. Mentre viaggia con Septon Meribald, Brienne di Tarth arriva a un monastero che si trova sull'Isola Silenziosa e ha un colloquio privato con il confratello anziano del monastero, il quale la informa del fatto che il Mastino è morto tra le sue braccia. Il confratello anziano afferma di aver sepolto personalmente il suo corpo, lasciando il suo elmo su un cumulo di pietre per segnare il luogo della sua sepoltura.
Rorge, Mordente e i restanti Bravi Camerati viaggiano verso est in direzione della città di Padelle Salate, dove Rorge recupera e indossa l'elmo di Sandor dalla sua presunta tomba, intraprendendo una brutale attività di brigantaggio attraverso la regione, che culmina nel violento Sacco di Padelle Salate. Con le testimonianze che identificano il colpevole delle violenze solo dall'elmo, i crimini di Rorge vengono attribuiti a Sandor, cosa che si traduce nella diffusione di voci riguardo alle presunte atrocità commesse dal Mastino in tutta la regione. Rorge viene poi ucciso da Brienne di Tarth alla Locanda dell'Incrocio e l'elmo entra in possesso di Lem Mantello di Limone, quando la Fratellanza senza Vessilli arriva alla locanda.

## Trasposizione televisiva
Nella serie televisiva Il Trono di Spade Sandor Clegane viene interpretato dall'attore Rory McCann; nella serie televisiva, come gran parte dei personaggi, Sandor è notevolmente più vecchio della sua controparte cartacea; inoltre, a essere sfigurata è la parte destra del volto, non la sinistra.